# Рік Сей
Рік Сей (англ. Rick Say, 18 травня 1979) — канадський плавець.
Учасник Олімпійських Ігор 2000, 2004, 2008 років.
Призер Чемпіонату світу з водних видів спорту 2005, 2007 років.
Призер Чемпіонату світу з плавання на короткій воді 1999, 2004 років.
Призер Пантихоокеанського чемпіонату з плавання 1999, 2002, 2006 років.
Призер Ігор Співдружності 2002 року.
Призер Панамериканських ігор 1999 року.